# Orgerius leptopus
Orgerius leptopus är en insektsart som först beskrevs av Franz Xaver Fieber 1866.  Orgerius leptopus ingår i släktet Orgerius och familjen Dictyopharidae. Inga underarter finns listade i Catalogue of Life.